# Alba (Pontevedra)
Alba é uma paróquia civil da Galiza, Espanha, que faz parte do município de Pontevedra. Tem 4 km² de área e em 2010 tinha 825 habitantes (densidade: 206,3 hab./km²). Situa-se a pouco mais de 5 km a norte de Pontevedra.
Foi um município (concello em galego) independente, que era composto por mais três paróquias: Verducido, Cerponzóns e Lérez, e que foi integrado no concelho de Pontevedra em 1868.
Localidades da paróquia:
- A Devesa
- Guxilde
- Lampreeira
- Pontecabras
- Reariz
- San Caetano
- Touceda

## Locais de interesse
A junquera (junqueira) de Alba é uma zona húmida de grande importância ecológica e paisagística. Na zona norte há bosques ribeirinhos e prados, sobretudo na foz do ribeiro Rons. Em Alba foi descoberto um miliário dedicado ao imperador romano Caracala, que demonstra que a estrada romana XIX passava pela zona.
Em Guxilde, situada no Caminho Português de Santiago foram albergados muitos peregrinos, entre os quais a rainha Santa Isabel de Portugal, que no ano 1325 foi em peregrinação a Santiago rezar pelo seu defunto marido.
Há em Alba numerosos cruzeiros e um deles foi fonte de inspiração para Alfonso Castelao para a realização da sua obra “Las cruces de piedra en Galicia y Gran Bretaña”.
A igreja paroquial de Santa Maria é de estilo neoclássico-barroco e consagrada por Dom Diego Jelmírez, que no início do século XII adquiriu o templo, reconstruiu-o e converteu-o em diocese. Outras construções religiosas dignas de nota são a capela de São Caetano, do século XVIIII, e a capela de Devesa, do século XIX.
A festa da padroeira, Santa Maria, é celebrada a 15 de agosto. Outra festa local é a do Santíssimo, no segundo domingo depois do Corpo de Deus.